# 창안 CS95
창안 CS95(영어: Changan CS95)는 창안 자동차에서 생산하는 중형 크로스오버 SUV이고, 2016년 베이징 모터쇼에서 사전 제작된 쇼카로 미리 공개되었다.

## 개요
중국 사양 창안 CS95 SUV의 양산 버전은 2016년 광저우 오토쇼에서 공개되었으며, 2017년 중국 자동차 시장에 출시되었다. 이름에도 불구하고 창안 CS95와는 완전히 다른 차량이었다. 가격 범위는 159,800위안에서 229,800위안(28,654,108 KRW~ 41,205,970 KRW)이다. CS95는 창안 자동차에서 유일하게 가장 큰 승용차이다. CS95는 5인승 및 7인승 모델로 제공되며 233 hp (174 kW) 및 360 N·m (266 lb·ft) 토크의 2.0 터보로 구동된다. 사용 가능한 유일한 기어박스는 6단 자동이며 Changan의 NexTrac AWD 시스템이 장착되어 있다.

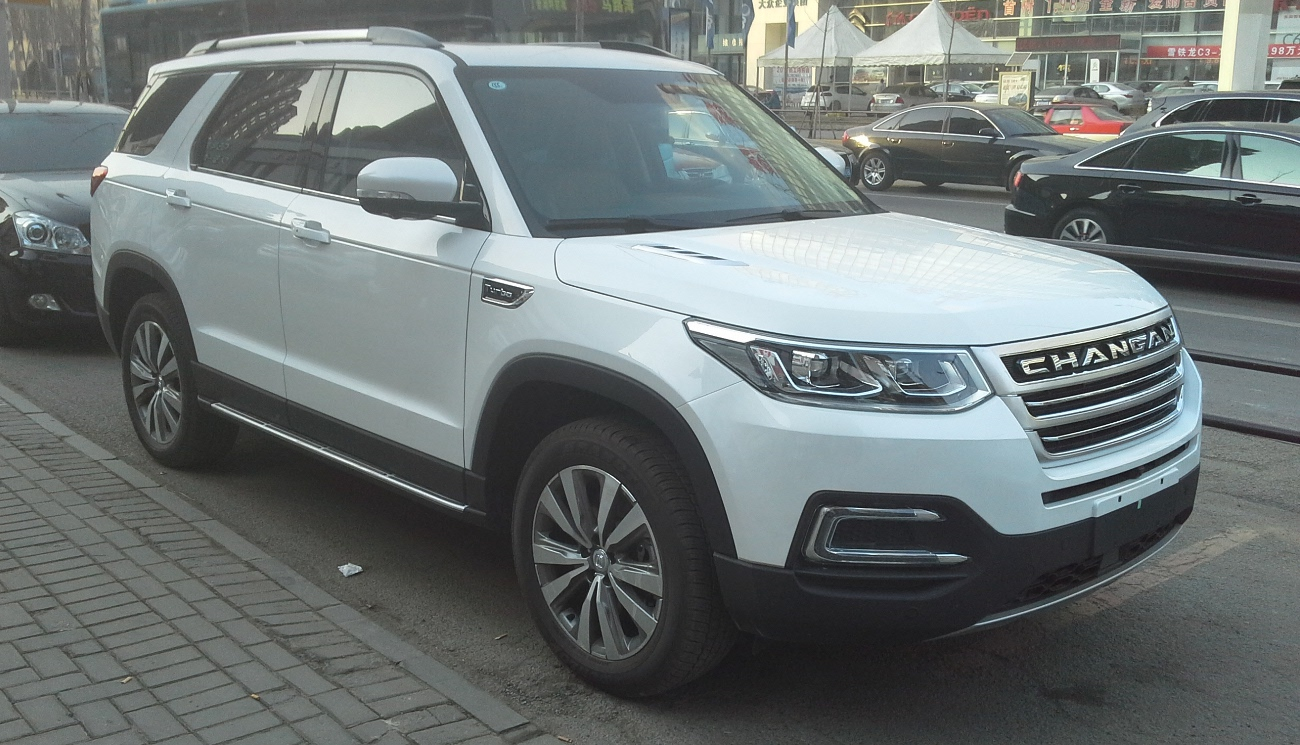
전방
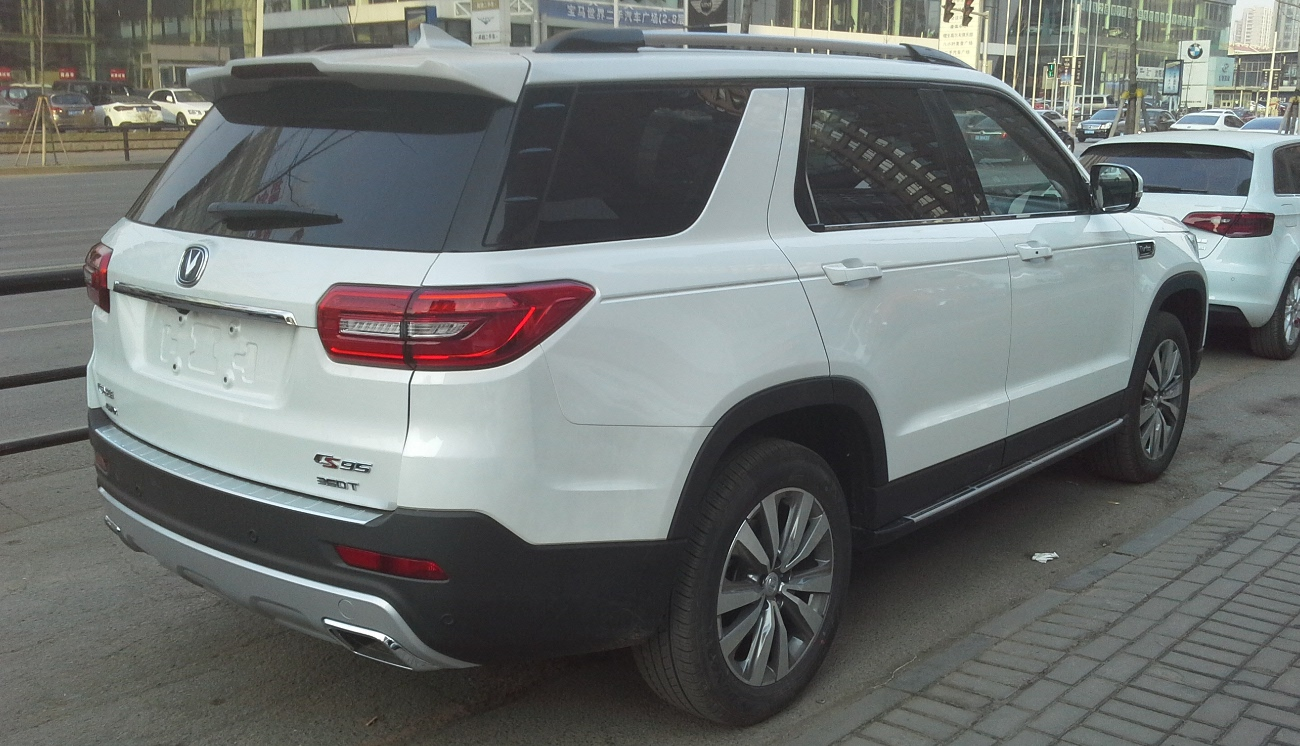
후방

### 2018년 페이스리프트
2018년에는 후면에 연결된 테일 램프가 있는 최신 창안 자동차 제품군 DRG를 특징으로 하는 페이스리프트 모델이 공개되었다. 2018년 페이스리프트 모델의 파워트레인은 그대로 유지된다.

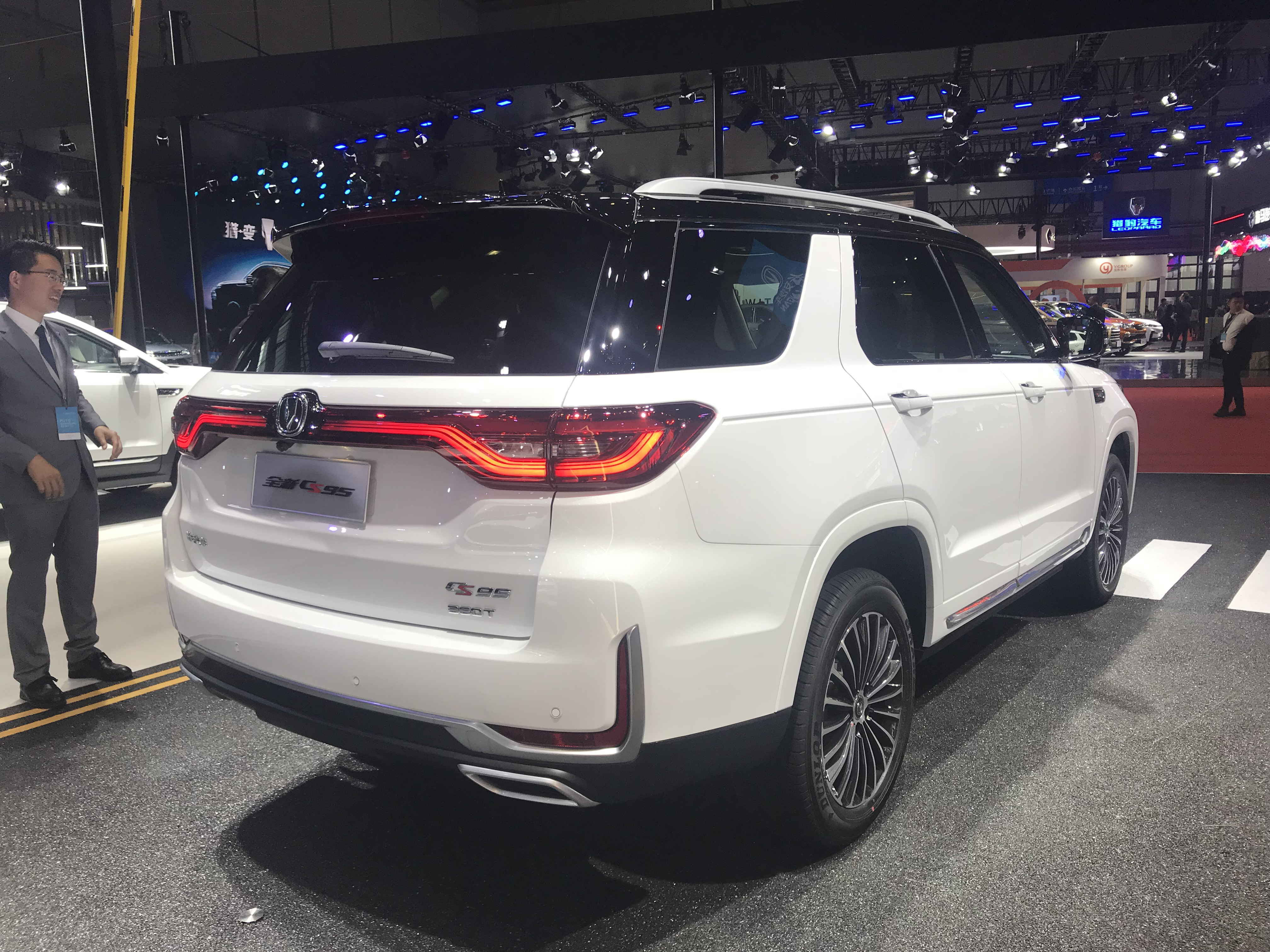
Changan CS95 facelift rear.